# Чемпіонат Європи з легкої атлетики в приміщенні 1998
Чемпіонат Європи з легкої атлетики в приміщенні 1998 відбувся 27 лютого–1 березня у Валенсії на Велодромі імені Луїса Пуїга.

## Призери

### Чоловіки
| Дисципліни            | Золото                           | Золото    | Срібло                           | Срібло  | Бронза                       | Бронза  |
| --------------------- | -------------------------------- | --------- | -------------------------------- | ------- | ---------------------------- | ------- |
| 60 метрів             | Ангелос Павлакакіс Греція        | 6,55      | Джейсон Гарденер Велика Британія | 6,59    | Стефан Калі Франція          | 6,60    |
| 200 метрів            | Сергій Осович Україна            | 20,40 NIR | Аннінос Маркуллідес Кіпр         | 20,65   | Еллін Кондон Велика Британія | 20,68   |
| 400 метрів            | Руслан Мащенко Росія             | 45,90     | Ашраф Сабер Італія               | 45,99   | Роберт Мачков'як Польща      | 46,00   |
| 800 метрів            | Нільс Шуманн Німеччина           | 1.47,02   | Марко Курс Нідерланди            | 1.47,20 | Вебйорн Родаль Норвегія      | 1.47,40 |
| 1500 метрів           | Руй Сілва Португалія             | 3.44,57   | Абделькадер Шехемані Франція     | 3.44,89 | Андрій Задорожний Росія      | 3.44,93 |
| 3000 метрів           | Джон Мейок Велика Британія       | 7.55,09   | Мануель Панкорбо Іспанія         | 7.55,23 | Альберто Гарсія Іспанія      | 7.55,24 |
| 60 метрів з бар'єрами | Ігор Казанов Латвія              | 7,54      | Томаш Сцигачевський Польща       | 7,56    | Майк Феннер Німеччина        | 7,58    |
| Стрибки у висоту      | Артур Партика Польща             | 2,31      | В'ячеслав Воронін Росія          | 2,31    | Томаш Янку Чехія             | 2,29    |
| Стрибки з жердиною    | Тім Лобінгер Німеччина           | 5,80      | Міхаель Штолле Німеччина         | 5,80    | Данні Еккер Німеччина        | 5,75    |
| Стрибки у довжину     | Олексій Лукашевич Україна        | 8,06      | Карлуш Каладу Португалія         | 8,05    | Еммануель Банге Франція      | 8,05    |
| Потрійний стрибок     | Джонатан Едвардс Велика Британія | 17,43     | Чарльз Фрідек Німеччина          | 17,15   | Серж Елан Франція            | 17,02   |
| Штовхання ядра        | Олівер-Свен Будер Німеччина      | 21,47     | Міка Галварі Фінляндія           | 20,59   | Арсі Гар'ю Фінляндія         | 20,53   |
| Семиборство           | Себастьян Хмара Польща           | 6415      | Деже Сабо Угорщина               | 6249    | Лев Лободін Росія            | 6226    |

### Жінки
| Дисципліни            | Золото                      | Золото       | Срібло                      | Срібло  | Бронза                         | Бронза  |
| --------------------- | --------------------------- | ------------ | --------------------------- | ------- | ------------------------------ | ------- |
| 60 метрів             | Мелані Пашке Німеччина      | 7,14         | Фредеріка Банге Франція     | 7,18    | Одіа Сідібе Франція            | 7,22    |
| 200 метрів            | Світлана Гончаренко Росія   | 22,46        | Мелані Пашке Німеччина      | 22,50   | Катеріна Коффа Греція          | 22,86   |
| 400 метрів            | Гріт Броєр Німеччина        | 50,45        | Йонела Тирля Румунія        | 50,56   | Гелена Фухсова Чехія           | 51,22   |
| 800 метрів            | Людмила Форманова Чехія     | 2.02,30      | Малін Еверлеф Швеція        | 2.03,61 | Юдіт Варга Угорщина            | 2.03,81 |
| 1500 метрів           | Терезія Кісль Австрія       | 4.13,62      | Лідія Хоєцька Польща        | 4.14,93 | Віолета Секелі Румунія         | 4.15,54 |
| 3000 метрів           | Габріела Сабо Румунія       | 8.49,96      | Фернанда Рібейру Португалія | 8.51,42 | Марта Домінгес Іспанія         | 8.57,72 |
| 60 метрів з бар'єрами | Патрісія Жирар Франція      | 7,85         | Світлана Лаухова Росія      | 8,01    | Діана Аллагрін Велика Британія | 8,02    |
| Стрибки у висоту      | Моніка Ягер Румунія         | 1,96         | Аліна Астафей Німеччина     | 1,94    | Олена Єлесіна Росія            | 1,94    |
| Стрибки з жердиною    | Анжела Балахонова Україна   | 4,45 WIR CR  | Данієла Бартова Чехія       | 4,40    | Вала Флосадоттір Ісландія      | 4,40    |
| Стрибки у довжину     | Фіона Мей Італія            | 6,91         | Тетяна Тер-Месроб'ян Росія  | 6,72    | Лінда Ферга Франція            | 6,67    |
| Потрійний стрибок     | Ашія Гансен Велика Британія | 15,16 WIR CR | Шарка Кашпаркова Чехія      | 14,76   | Олена Лебеденко Росія          | 14,32   |
| Штовхання ядра        | Ірина Коржаненко Росія      | 20,25        | Віта Павлиш Україна         | 20,00   | Коррі де Брейн Нідерланди      | 18,97   |
| П'ятиборство          | Уршула Влодарчик Польща     | 4808 CR      | Ірина Белова Росія          | 4631    | Карін Шпрехт Німеччина         | 4523    |

## Медальний залік
| Місце               | Країна              | Золото | Срібло | Бронза | Загалом |
| ------------------- | ------------------- | ------ | ------ | ------ | ------- |
| 1                   | Німеччина           | 5      | 4      | 3      | 12      |
| 2                   | Росія               | 3      | 4      | 4      | 11      |
| 3                   | Польща              | 3      | 2      | 1      | 6       |
| 4                   | Велика Британія     | 3      | 1      | 2      | 6       |
| 5                   | Україна             | 3      | 1      | 0      | 4       |
| 6                   | Румунія             | 2      | 1      | 1      | 4       |
| 7                   | Франція             | 1      | 2      | 5      | 8       |
| 8                   | Чехія               | 1      | 2      | 2      | 5       |
| 9                   | Португалія          | 1      | 2      | 0      | 3       |
| 10                  | Італія              | 1      | 1      | 0      | 2       |
| 11                  | Греція              | 1      | 0      | 1      | 2       |
| 12                  | Австрія             | 1      | 0      | 0      | 1       |
| 12                  | Латвія              | 1      | 0      | 0      | 1       |
| 14                  | Іспанія             | 0      | 1      | 2      | 3       |
| 15                  | Нідерланди          | 0      | 1      | 1      | 2       |
| 15                  | Угорщина            | 0      | 1      | 1      | 2       |
| 15                  | Фінляндія           | 0      | 1      | 1      | 2       |
| 18                  | Кіпр                | 0      | 1      | 0      | 1       |
| 18                  | Швеція              | 0      | 1      | 0      | 1       |
| 20                  | Ісландія            | 0      | 0      | 1      | 1       |
| 20                  | Норвегія            | 0      | 0      | 1      | 1       |
| Загалом (21 збірна) | Загалом (21 збірна) | 26     | 26     | 26     | 78      |

## Відео
- Фінал бігу на 200 метрів серед чоловіків на YouTube

## Виступ українців
| Чоловіки (7) | Чоловіки (7)      | Чоловіки (7) | Чоловіки (7) |
| Місце        | Атлет             | Дисципліна   | Результат    |
| ------------ | ----------------- | ------------ | ------------ |
| 1            | Сергій Осович     | 200 м        | 20,40        |
| 1            | Олексій Лукашевич | довжина      | 8,06         |
|              | Сергій Лебідь     | 3000 м       | 7.55,23      |
|              | Роман Вірастюк    | ядро         | 20,21        |
|              | Юрій Осипенко     | потрійний    | 16,86        |
|              | Олександр Багач   | ядро         | 19,89        |
| кв           | Юрій Білоног      | ядро         | 18,69        |

| Жінки (5) | Жінки (5)         | Жінки (5)  | Жінки (5)      |
| Місце     | Атлетка           | Дисципліна | Результат      |
| --------- | ----------------- | ---------- | -------------- |
| 1         | Анжела Балахонова | жердина    | 4,45           |
| 2         | Вікторія Павлиш   | ядро       | 20,00          |
|           | Ірина Пуха        | 60 м       | 7,28 (7,25)[a] |
|           | Олена Хлопотнова  | довжина    | 6,38           |
| пф        | Анжела Кравченко  | 60 м       | 7,35 (7,32)    |

a  Тут і надалі у дужках вказаний більш високий результат, що був показаний на попередній стадії змагань (у забігу чи кваліфікації).